# Pardosa donabila
Pardosa donabila är en spindelart som beskrevs av Roewer 1955. Pardosa donabila ingår i släktet Pardosa och familjen vargspindlar.
Artens utbredningsområde är Iran. Inga underarter finns listade i Catalogue of Life.